# 多賀村 (兵庫県)
多賀村（たがむら）は、兵庫県津名郡にあった村。現在の淡路市の南西部、神戸淡路鳴門自動車道・津名一宮インターチェンジの北西一帯にあたる。

## 地理
- 海洋：播磨灘
- 河川：郡家川

## 歴史
- 1889年（明治22年）4月1日 - 町村制の施行により、河合村・井谷村・多賀村の区域を以って津名郡多賀村が発足。
- 1955年（昭和30年）3月31日 - 江井町・郡家町・尾崎村と合併して一宮町が発足。同日多賀村廃止。

## 交通

### 道路
現在は旧村域を神戸淡路鳴門自動車道が通過するが、当時は未開通。津名一宮インターチェンジが至近に所在。